# Nombre 207
El nombre 207 (CCVII) és el nombre natural que segueix el nombre 206 i precedeix el nombre 208.
La seva representació binària és 11001111, la representació octal 317 i l'hexadecimal CF.
La seva factorització en nombres primers és 3²×23.